# کمکو درام
شرکت کَمکو درام (به انگلیسی: Camco Drum Company) یک برند آلات موسیقی است که در حال حاضر متعلق به شرکت ژاپنی هوشینو گاکی است. کمکو در اصل یک شرکت تولیدکننده سخت‌افزار درام بود که پس از تصاحب خصمانه شرکت درام جورج اچ. وی (George H. Way) در سال ۱۹۶۱ شروع به تولید درام کرد. کمکو تا زمان تعطیلی آن در سال ۱۹۷۷ فعال بود و دارایی‌هایش توسط درام ورکشاپ خریداری شد و هوشینو گاکی حقوق مربوط به نام آن را به دست گرفت.